# Jon Abrahams
Jon Avery Abrahams (ur. 29 października 1977 w Nowym Jorku) – amerykański aktor.

## Życiorys
Urodził się w Nowym Jorku jako syn artystów – Joan i Martina Abrahamsów. Jego rodzina była pochodzenia żydowskiego. Uczęszczał do szkoły prywatnej Saint Ann’s School w Brooklynie.
Po raz pierwszy pojawił się na ekranie w dramacie Larry'ego Clarka Dzieciaki (Kids, 1995). Od tego czasu wystąpił w 40 filmach, w tym w Przed egzekucją (Dead Man Walking, 1995), Poznaj mojego tatę (Meet the Parents, 2000) i Serce nie sługa (2005). W 2001 był nominowany do MTV Movie Award w kategorii najlepszy filmowy pocałunek z Anną Faris w komedii Keenena Ivory’ego Wayansa Straszny film (Scary Movie, 2000).

## Filmografia
- Dzieciaki (Kids, 1995) jako Steven
- Przed egzekucją (Dead Man Walking, 1995) jako Sonny Poncelet
- A, B, C... Manhattan (1997) jako Milo
- Spryciarz (Masterminds 1997) jako Richard „K-Dog”
- Prawo i porządek (Law & Order 1998) jako Roscoe (sezon 8, odcinek 22: Damaged)
- Oni (The Faculty, 1998) jako F**k You Boy
- Outreach (1999) jako Henry „Jenks” Jenkins
- Prawa młodości (Outside Providence, 1999) jako Drugs Delaney
- Pigeonholed (1999)
- Ciemna strona miasta (Bringing Out the Dead, 1999)
- Ryzyko (Boiler Room, 2000) jako Jeff
- Straszny film (Scary Movie, 2000) jako Bobby Prinze
- Poznaj mojego tatę (Meet the Parents, 2000) jako Denny Byrnes
- Mourning Glory (2001 jako David Fanelli
- Strażnicy Teksasu (Texas Rangers, 2001) jako Berry Smith
- Sceny zbrodni (Scenes of the Crime, 2001) jako Lenny Burroughs
- Oni (They, 2002) jako Billy Parks
- Boston Public (2003) jako Zack Fisher (7 odcinków)
- Córka mojego szefa (My Boss's Daughter, 2003) jako Paul
- Prawo i bezprawie (Law & Order: Special Victims Unit, 2003) jako Robert Logan (sezon 5, odcinek 3: Mother)
- What Are the Odds (2004) jako Mike
- Dom woskowych ciał (House of Wax, 2005) jako Dalton Chapman
- Wspólne zdjęcie (Standing Still, 2005)
- Serce nie sługa (Prime, 2005) jako Morris
- Szampańskie życie (Bottom's Up, 2006) jako Jimmy DeSnappio
- Deceit (2006)
- Gardener of Eden (2006) jako Don
- The Iron Man (2006)
- 2 Dudes and a Dream (2009) jako instruktor
- Condemned (2015) jako Vince
- Terrifier 3 (2024) jako Dennis